# Carrefour de l'Insurrection
Le Carrefour de l'Insurrection est un carrefour situé à Vanves (Hauts-de-Seine) à environ un kilomètre du sud de Paris. Le carrefour est un rond-point composé de 7 rues avec feux tricolores dans le quartier du Centre Saint-Rémy.

## Origine du nom
Le nom de cette place centrale de Vanves, devenue "Carrefour de l'Insurrection", commémore les événements qui conduisent à la libération de la ville du 10 au 24 août 1944, et où furent tués Gabriel Crié et Gaston Guittet, habitants de Vanves. Une stèle commémore leur sacrifice.

## Histoire
L'ancien nom de cette place, carrefour de la Poste, fait référence à un bâtiment de tri postal, construit en 1930, et inscrit dans la base Mérimée avec l'identifiant IA00060614.
Ce carrefour a subi une rénovation complète en 2002, puis une autre en 2016.

## Rues principales
Dans le sens horaire :
- Avenue Marcel-Martinie (RD 61A Nord) vers la Porte de la Plaine, qui traverse le cimetière de Vanves
- Rue Jean-Bleuzen (RD 130 Est) vers la Porte Brancion, anciennement rue de Paris comme la RD 130 Ouest
- Rue Ernest-Laval (RD 50 Est) vers Montrouge et Malakoff, anciennement rue de la Mairie comme la RD 50 Ouest[6], mais aussi route de Montrouge[7]
- Rue Jacques-Jezequel (RD 61A Sud) vers Châtillon
- Rue Raymond-Marcheron (RD 130 Ouest) vers Clamart
- Rue Antoine-Fratacci (RD 50 Ouest) vers Issy-les-Moulineaux, anciennement rue de la Mairie
- Rue Mary-Besseyre vers l'hôtel de ville de Vanves, anciennement rue Raspail[8]

## Transports en commun
- Ligne N du Transilien : Gare de Vanves - Malakoff.
- Lignes 89 et 126 du réseau de bus RATP

## À proximité

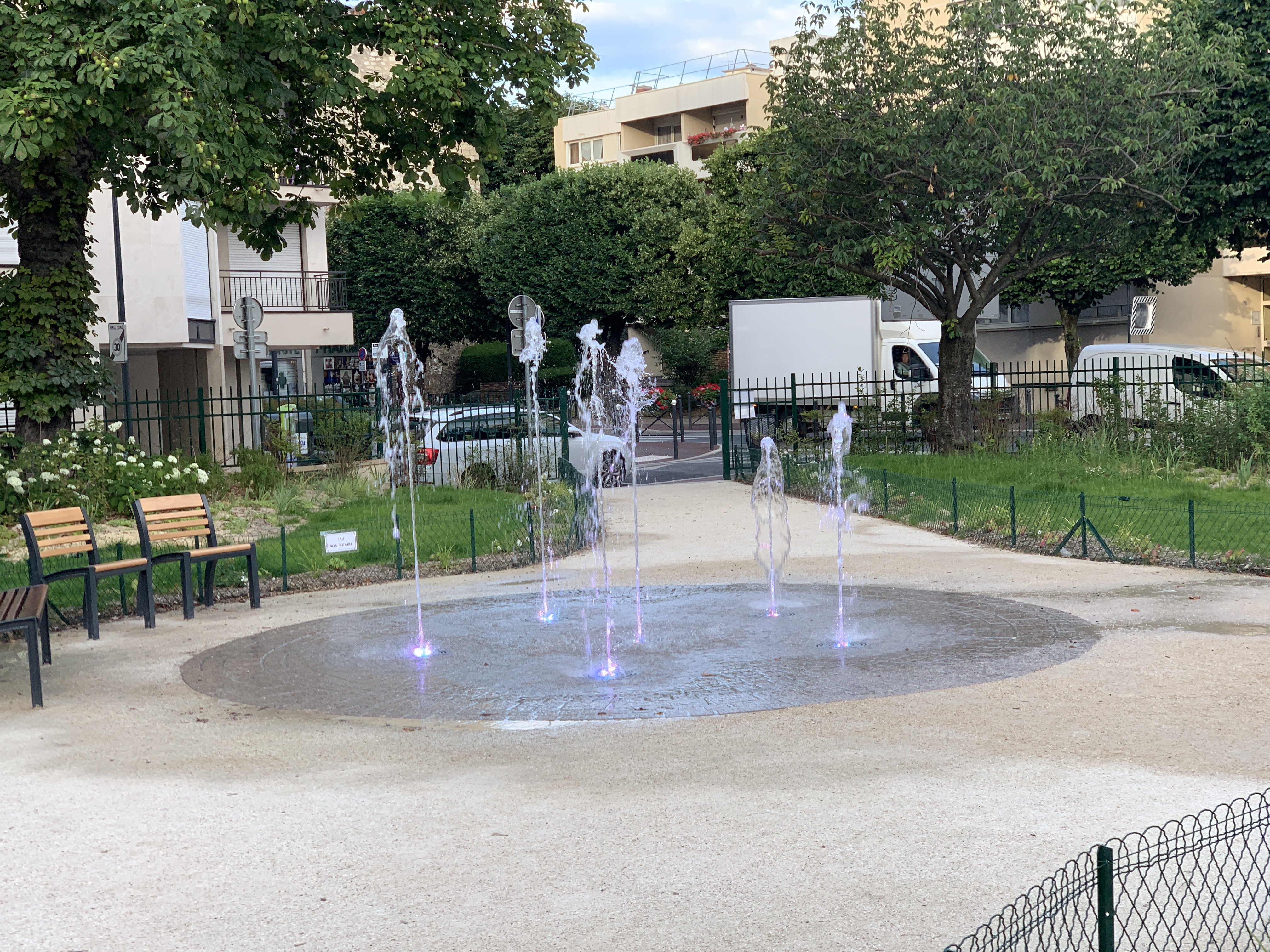
Le square de l'Insurrection.

- Square du Carrefour de l'Insurrection, datant de 1977[9]. Il s'y trouve un Monument en mémoire des victimes vanvéennes du Nazisme.
- Cimetière de Vanves, ouvert en 1836.
- Tribunal d'instance.
- Lycée Dardenne.
- Salle Panopée, du Théâtre de Vanves.